# Emil Manfeldt Jakobsen
Emil Manfeldt Jakobsen (født 24. januar 1998) er en dansk håndboldspiller, der spiller for SG Flensburg-Handewitt og Danmarks herrehåndboldlandshold. Jakobsen er født og opvokset i Kerteminde.

## Karriere

### Klubkarriere
Han blev topscorer i 2020-21 EHF European League, med 96 scoringer.
Jakobsen skiftede i sommeren 2021 til klubben Flensburg-Handewitt på en treårig kontrakt. Han annoncerede i december 2022, at han havde forlænget med Flensburg-Handewitt til 2026.

### Landsholdskarriere
Den 23. januar 2021 ved VM i Egypten fik han slutrundedebut for Danmarks herrehåndboldlandshold, hvor han scorede 12 mål mod Japan. Dermed er han den mest scorende danske debutant ved en slutrunde nogensinde.
Han har siden være med til samtlige slutrunder og dermed været med til at vinde VM 2021 og 2023, sølv ved EM 2024 samt sølv ved OL 2020 (afholdt 2021) og guld ved OL 2024. Ved OL i Paris vandt Danmark først sin indledende pulje med lutter sejre. Efter snævre sejre over Sverige i kvartfinalen og Slovenien i semifinalen sikrede Danmark med Jakobsen sig guldet med en sikker sejr over Tyskland i finalen med 39-26.